# Căpușneni
Căpușneni – wieś w Rumunii, w okręgu Vaslui, w gminie Lipovăț. W 2011 roku liczyła 277 mieszkańców.